# قراردادگرایی

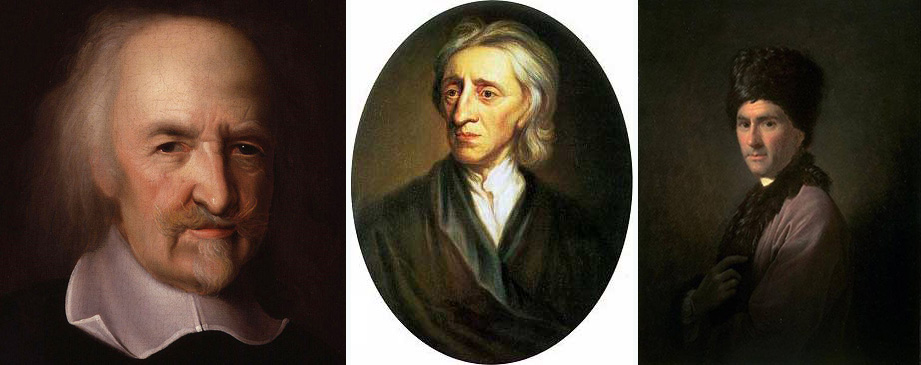
Thomas Hobbes

قرارادگرایی اصطلاحی در فلسفه است که یا به دسته‌ای از نظریه‌های سیاسی در سنت قرارداد اجتماعی گفته می‌شود (وقتی این اصطلاح به این معنا استفاده شود، مترادف با قرارداد اجتماعی است)، یا به نظریه اخلاقی که در سالهای اخیر توسط تی.ام. اسکنلن طرح شده‌است، به ویژه در کتابش "آنچه که به یکدیگر مدیونیم" (منتشر شده در سال ۱۹۹۸). قراردادگرایان مدعی‌اند که یک باور اخلاقی تنها در صورتی موجه است که مردمان خاصی در شرایط و اوضاع و احوال خاصی بر آن، یا بر قاعده یا نظامی که مشتمل بر آن است، توافق داشته باشند؛ صرف نظر از این که حاصل این توافق با باورهای پیشین همسازی داشته باشد یا نه.
نظریه پردازان قرارداد اجتماعی از تاریخ اندیشه سیاسی عبارتند از هوگو گروتیوس (۱۶۲۵)، توماس هابز (۱۶۵۱)، ساموئل پوفندورف (۱۶۷۳)، جان لاک (۱۶۸۹)، ژان ژاک روسو (۱۷۶۲) و امانوئل کانت (۱۷۹۷). اخیراً، جان راولز (۱۹۷۱)، دیوید گوتیه (۱۹۸۶) و فیلیپ پتیت (۱۹۹۷).